# Commerveil
Commerveil ist eine französische Gemeinde mit 138 Einwohnern (Stand: 1. Januar 2022) im Département Sarthe in der Region Pays de la Loire; sie gehört zum Arrondissement Mamers und zum Kanton Mamers. 

## Geographie
Commerveil liegt etwa 35 Kilometer nordnordöstlich von Le Mans. Umgeben wird Commerveil von den Nachbargemeinden Saint-Rémy-des-Monts im Norden und Osten, saint-Vincent-des-Prés im Süden und Südosten, Monhoudou im Südwesten, Saint-Calez-en-Saosnois im Westen und Südwesten sowie Pizieux im Westen und Nordwesten.

## Bevölkerungsentwicklung
| 1962                      | 1968 | 1975 | 1982 | 1990 | 1999 | 2006 | 2013 |
| ------------------------- | ---- | ---- | ---- | ---- | ---- | ---- | ---- |
| 190                       | 165  | 144  | 113  | 134  | 129  | 132  | 123  |
| Quelle: Cassini und INSEE |      |      |      |      |      |      |      |

## Sehenswürdigkeiten
- Kirche Sainte-Marie-Madeleine aus dem 11./12. Jahrhundert, Monument historique
- Pfarrhaus aus dem 18./19. Jahrhundert